# Vico Torriani
Vico Torriani (Ginebra, Suiza, 21 de septiembre de 1920 - Agno, Tesino, Suiza, 25 de febrero de 1998) fue un cantante de Schlager, actor, maestro de ceremonias y escritor gastronómico suizo. 

## Biografía
Su nombre completo era Ludovico Oxens Torriani y nació en Ginebra en el seno de una familia de origen lombardo, siendo su padre un instructor hípico y de esquí. Vico Torriani se crio en Saint-Moritz y Oberrüti, aprendió hostelería y fue monitor de esquí. Durante el servicio militar aprendió a tocar de modo autodidacta la guitarra y el acordeón, a la vez que cantaba para entretener a sus camaradas. Víctima de un grave accidente en 1943, pasó dos años en un hospital. 
En 1946, su voz suave y melodiosa le permitió ganar un concurso de canto en Zúrich, en el cual participó con su nombre artístico, Vico Torriani. Actuó en la radio y en clubes, y en 1947 grabó su primer disco Addio Donna Grazia, tras lo cual hizo giras por Europa organizadas por él mismo.
Además de su carrera como cantante, Vico Torriani actuó en una docena de producciones cinematográficas interpretando a personajes plenos de optimismo.
Con 37 años de edad consiguió el primer puesto de las listas de éxito alemanas con su canción Siebenmal in der Woche. Hasta el año 1964 interpretó no menos de 27 temas, los cuales formaron parte de las listas alemanas, entre ellos "Ananas aus Caracas" (1957), Schön und kaffeebraun (1958) y Kalkutta liegt am Ganges (1960). Hasta el año 1969, Vico Torriani vendió más de doce millones de discos. 
Preocupado por dar una imagen de cantante políglota, Vico Torriani cantó en doce idiomas, entre ellos italiano, alemán, francés, romanche y hebreo, de los cuales dominaba seis. Consiguió un público predominantemente conservador, femenino y rural, y encontró la resistencia de la audiencia más joven. Nunca tocó géneros modernos como el rock and roll. 
En 1959, Vico Torriani creó el show televisivo emitido en Alemania Grüezi Vico. 
Su carrera declinó a partir de 1964, superada por los ritmos musicales modernos. Aun así, actuó en diferentes comedias musicales y en operetas. En los años 1970 se centró en la música popular, y en sus últimos años publicó libros de cocina. 
Vico Torriani falleció a causa de un cáncer linfático en 1998 en su Villa Solaria en Agno, Suiza. Fue enterrado en Lugano. Se había casado en 1952 con Evelyne Torriani-Güntert (17 de junio de 1930 – 28 de abril de 2010), con la que tuvo dos hijos, Nicole y Reto.

## Premios
- Premio Bambi honorífico (1995)
- Premio Walo (1996)

## Discografía
- 1954 : EP Gitarren der Liebe
- 1957 : Single Grazie / Waikiki (Lips Of Wine)
- 1958 : Single Schön und kaffeebraun / Ta-Pum, Ta-Pum (Ein verliebter Tamburino)
- 1958 : Single Avanti-Avanti-Avanti / Antonella
- 1960 : Single Kalkutta liegt am Ganges (Madeleine) / ... sie war nicht älter als 18 Jahr'
- 1961 : Single Café Oriental / Eiffelturm-Melodie
- 1961 : Single Bon soir, Herr Kommissar (Unterwelt Tango) / Mister
- 1961 : Single Lebewohl, kleine Frau / Über die Prärie
- 1962 : Single Hafen-Casanova / Appenzeller Cha-Cha
- 1962 : Single Ching-ching-ching (Happy José) / Signorina Cappucina (Permetete Signora)
- 1962 : Single Renata / Chi-Chica-Chi
- 1963 : Single Lass uns mal ein Tänzchen wagen / Das hat mir keiner von dir gesagt
- 1963 : Single Die Grossen haben grosse Sorgen / ...denn er war nur ein Troubadour
- 1963 : Single Ski-Twist / Alles fährt Ski
- 1963 : Single Daran sind nur die Männer schuld / Glück in der Liebe
- 1964 : Single Aus jedem Land ein Souvenir (Oh Josefine) / Von New York nach Las Vegas
- 1964 : Single Auf der Hütt'n (Hey, Hey, Hey) / Zwei Spuren im Schnee
- 1966 : Single Du lächelst wie ein Engel / ...und dann nimmt der Papa seinen Hut
- 1966 : Single So schön, so leicht kann unser Leben sein / Ente mit süssen Orangen
- 1966 : Single Es ist nicht alles Gold was glänzt / Die süssen Tränen der schönen Frauen
- 1967 : Single Arrivederci, au revoir, bye bye / Pariser Nächte
- 1968 : Single Azzuro / Julia
- 1977 : Single La pastorella / Berge
- 199? : CD Es war auf dem Canal Grande
- 199? : 2CD Filmtreffer
- 199? : CD Kalkutta liegt am Ganges
- 199? : CD Granada
- 199? : CD Biedermand und Cool Man

## Filmografía (selección)

### Cameos
- 1952 : Der bunte Traum
- 1952 : Meine Frau macht Dummheiten
- 1958 : Der schwarze Blitz
- 1960 : Schlagerraketen – Festival der Herzen
- 1960 : O sole mio
- 1962 : So toll wie anno dazumal
- 1964 : Die ganze Welt ist himmelblau

### Actor
- 1953 : Straßenserenade
- 1954 : Gitarren der Liebe
- 1955 : Ein Herz voll Musik
- 1956 : Santa Lucia
- 1956 : Der Fremdenführer von Lissabon
- 1957 : Siebenmal in der Woche
- 1957 : Träume von der Südsee
- 1958 : Der Stern von Santa Clara
- 1961 : Robert und Bertram
- 1962 : Muß i denn zum Städtele hinaus